# Stockum-Püschen
Stockum-Püschen ist eine Ortsgemeinde im Westerwaldkreis in Rheinland-Pfalz. Sie gehört der Verbandsgemeinde Westerburg an.

## Geographie
Stockum-Püschen liegt am südlichen Hang des Naturdenkmals Götzenberg neun Kilometer von Westerburg entfernt. Es ist ein bedeutender Standort des Basaltbergbaus. Die höchste Erhebung ist der Götzenberg mit 501 m ü. NHN.
Die Gemeinde besteht aus den beiden Ortsteilen Stockum und Püschen.

## Geschichte
Die erste urkundliche Erwähnung Stockums erfolgte im Jahr 1235. Möglicherweise geht der Name auf das althochdeutsche stoc für Baumstumpf zurück. Der Ort gehörte spätestens ab der zweiten Hälfte des 15. Jahrhunderts zum Kirchspiel und Gericht Rotenhain. Aus dem Kirchspiel wurde Stockum 1563 im Zug der Reformation herausgelöst und nach Marienberg umgepfarrt.
Die 1547 erbaute Stockumer Mühle liegt heute in der Gemarkung von Rotenhain. 1801 bestand eine gemeinsame Winterschule für Stockum und Püschen.
Der Ort war Ursprung zweier niederadliger Familien: Die von Stockheim mit dem Lilienwappen sind von 1235 bis 1437 nachgewiesen. Ihr Streubesitz erstreckte sich von Koblenz bis nach Limburg an der Lahn. Die von Krombach genannt von Stockum werden von 1350 bis 1421 erwähnt. Ihre Besitzungen waren auf den Raum Montabaur und Westerburg beschränkt.
Püschen wurde erstmals 1386 urkundlich erwähnt. Für 1721 sind erstmals ein Bürger- oder Bauernmeister sowie ein  Wald- und Flurschütze erwähnt. Der Ort gehörte zum Kirchspiel und Gericht Höhn. Für 1525 sind vier Hausgesesse überliefert, für 1665 drei Häuser. 1750 wurden 46 Einwohner gezählt und 1809 76 Einwohner.
Stockum-Püschen wurde am 1. Januar 1969 aus den bis dahin selbständigen Gemeinden Stockum und Püschen neu gebildet.
1545 wurden in Stockum 4 Türkensteuerpflichtige erfasst, 1572 sieben Schatzungspflichtige. 1738 werden zwölf Feuerstellen genannt, 1809 und 1850 jeweils 113 Einwohner.

## Politik

### Bürgermeister
Pierre Held wurde am 26. Juni 2019 Ortsbürgermeister von Stockum-Püschen. Bei der Direktwahl am 26. Mai 2019 war er mit einem Stimmenanteil von 88,66 % für fünf Jahre gewählt worden. Er wurde im Juni 2024 wiedergewählt.
Helds Vorgängerin Anja Fellinger hatte das Amt nach erfolgter Neuwahl seit dem 29. Mai 2018 ausgeübt.

## Sehenswürdigkeiten
Zwischen den Ortsgemeinden Stockum-Püschen, Enspel und Nistertal liegt der Tertiär- und Industrie-Erlebnispark Stöffel, auch Stöffelpark genannt. Hier findet man eine der bedeutendsten Fossillagerstätten und ein sehenswertes Industrie-Ensemble. Am Rande des Stöffelparks wurde ein Aussichtsturm erstellt.
Im Ort befinden sich zwei Brunnenplätze, ein Dorfplatz mit dem restaurierten alten Dorfkreuz von Püschen, ein Dorfplatz mit Kriegerehrenmal und ein Dorfplatz mit Kinderspielgeräten. Insgesamt  stehen den Jüngsten zurzeit fünf Kinderspielplätze zur Verfügung. Eine Skateanlage, die weit über die Grenzen des Dorfes bekannt ist, befindet sich im Norden des Dorfes.
Im Ortsteil Püschen befindet sich eine Marienkapelle, die von der Ortsgemeinde erworben und im Jahre 1997 renoviert wurde. In Stockum findet man auch einen alten Bildstock. Ein weiterer Bildstock wurde auf dem Götzenberg errichtet. Im Obergeschoss des Bürgermeisteramtes wurde ein Bildermuseum geschaffen, in dem mittlerweile ca. 500 alte Bilder aus der Vergangenheit des Dorfes ausgestellt sind.
Die Götzenberghalle, die im Herbst 1995 ihrer Bestimmung übergeben wurde, wird von den Bürgern, den Vereinen und der Stöffelmaus-Grundschule genutzt.
Ende des Jahres 2000 wurde auf dem Götzenberg von Bergwanderern aus der Gemeinde ein Gipfelkreuz errichtet.

## Wirtschaft und Infrastruktur
Im Stöffel befindet sich eines der größten Basaltabbaugebiete im nördlichen Rheinland-Pfalz. Hier wird seit dem Jahr 1900 Basaltgestein abgebaut.

### Verkehr
- Südlich der Gemeinde verläuft die B 255, die von Montabaur nach Herborn führt.
- Die nächste Autobahnanschlussstelle ist Montabaur an der A 3.
- Der nächstgelegene ICE-Halt ist der Bahnhof Montabaur an der Schnellfahrstrecke Köln–Rhein/Main.
- Zwischen den Ortsgemeinden Stockum-Püschen und Rotenhain liegt der Haltepunkt Rotenhain an der Bahnstrecke Limburg–Altenkirchen. Die Station wird von Zügen der Linie RB 90 zwischen Limburg (Lahn), Westerburg und Altenkirchen (Westerwald) bedient.